# Gastrotheca lauzuricae
Espèce
Statut de conservation UICN

 CR B1ab(iii) : 
En danger critique
Gastrotheca lauzuricae est une espèce d'amphibiens de la famille des Hemiphractidae.

## Répartition
Cette espèce est endémique du département de Cochabamba en Bolivie. Elle se rencontre à La Siberia dans la province de Carrasco vers 2 800 m d'altitude.

## Description
La femelle holotype mesure 34,3 mm.

## Étymologie
Cette espèce est nommée en l'honneur de Paloma Lauzurica (1960-), l'épouse du descripteur.

## Publication originale
- De la Riva, 1992 : Comentarios sobre el género Gastrotheca anura: Hylidae) en Bolivia y descripción de una nueva especie. Revista Española de Herpetología, vol. 6, p. 15-22 (texte intégral).